# Camerana
Camerana (Camran-a in piemontese) è un comune italiano di 549 abitanti della provincia di Cuneo in Piemonte.
Il comune faceva parte della comunità montana Alta Langa e Langa delle Valli Bormida e Uzzone.

## Geografia fisica
Il territorio del comune risulta compreso tra i 350 e i 777 metri sul livello del mare. 
L'escursione altimetrica complessiva risulta essere pari a 427 metri.

## Società

### Evoluzione demografica
Abitanti censiti

Il comune di Camerana ha fatto registrare nel censimento del 1991 una popolazione pari a 772 abitanti. Nel censimento del 2001 ha fatto registrare una popolazione pari a 723 abitanti, mostrando quindi nel decennio 1991 - 2001 una variazione percentuale di abitanti pari al -6,35%.
Gli abitanti sono distribuiti in 314 nuclei familiari con una media per nucleo familiare di 2,30 componenti.
Occupazione
Risultano insistere sul territorio del comune 4 attività industriali con 107 addetti pari al 54,04% della forza lavoro occupata, 12 attività di servizio con 31 addetti pari al 15,66% della forza lavoro occupata, altre 22 attività di servizio con 47 addetti pari al 23,74% della forza lavoro occupata e 5 attività amministrative con 13 addetti pari al 6,57% della forza lavoro occupata.
Risultano occupati complessivamente 198 individui, pari al 27,39% del numero complessivo di abitanti del comune.

### Architetture religiose
- Chiesa parrocchiale di Sant'Antonio abate
- Chiesa della Santissima Annunziata
- Chiesa fraz. Gabutti
- Chiesa fraz. Novelli
- Chiesa di San Paolo

### Ricorrenze
San Rocco 16 agosto
Sant'Antonio 17 gennaio

## Geografia antropica

### Frazioni
Le frazioni di Camerana sono:
Contrada, Gabutti, Costabella San Rocco, Isole, Gaudini, Bormida, Campolungo, Carro, Costa Soprana, Pasiotti e Novelli.

## Amministrazione
| Periodo        | Periodo        | Primo cittadino        | Partito                   | Carica  | Note  |
| -------------- | -------------- | ---------------------- | ------------------------- | ------- | ----- |
| 14 giugno 1999 | 14 giugno 2004 | Andrea Boazzo          | Partito Popolare Italiano | Sindaco | [ 6 ] |
| 14 giugno 2004 | 8 giugno 2009  | Andrea Boazzo          | Lista civica              | Sindaco | [ 7 ] |
| 8 giugno 2009  | 26 maggio 2014 | Pietro Giacomo Viglino | Lista civica              | Sindaco | [ 8 ] |
| 26 maggio 2014 | 9 giugno 2024  | Massimiliano Romano    | Lista civica              | Sindaco | [ 9 ] |
| 9 giugno 2024  | in carica      | Massimiliano Romano    | Lista civica              | Sindaco |       |